# آنتیگونوس یکم
آنتیگون یکم ملقب به مُنُفتالموس یا یک‌چشم (به یونانیΑντίγονος ο Μονόφθαλμος؛ ۳۸۲–۳۰۱ پیش از میلاد) نجیب‌زاده و جنگ‌سالار مقدونی بود. او در روزگار اسکندر مقدونی یکی از ساتراپ‌های او بود. پس از مرگ اسکندر و با گذر از جنگ‌های میان سردارانش در سال ۳۰۶ پیش از میلاد او خود را شاه خواند و خاندان آنتیگونی را بنیاد نهاد.
او در نبرد ایپسوس بر اثر برخورد یک زوبین بدو کشته شد.
خاندانش پس از او بیشتر بر مقدونیه کنترل داشتند.

## اوایل زندگی
آنتیگونوس در حدود سال ۳۸۲ پیش از میلاد در مقدونیه باستان متولد شد. پدر او نجیب‌زاده‌ای به نام فیلیپ و نام مادرش اما ناشناس است. در حالی که ادعاها در مورد پیشینه اجتماعی خانواده او متفاوت است، آنتیگونوس احتمالاً دارای اصالت و از طبقات اجتماعی بالا یا به اصطلاح اشراف‌زاده بود. اطلاعات زیادی در مورد فعالیت آنتیگونوس در دوران نوجوانی و جوانی در دست نیست. او احتمالاً مقام مهمی در ارتش مقدونی داشته‌است، زیرا وقتی نام وی در منابع تاریخی ظاهر می‌شود، فرماندهی بخش بزرگی از ارتش اسکندر را بر عهده دارد (آنتیگونوس فرماندهی هفت‌هزار پیاده‌نظام یونانی متحد اسکندر را بر عهده داشت). داستانی در نوشته‌های پلوتارک در مورد آنتیگونوس وجود دارد که در محاصره پرینتوس (۳۴۰ پیش از میلاد) هنگامی که با منجنیق برخورد کرد، چشم خود را از دست داد. از آنجایی که آنتیگونوس هم سن فیلیپ و یک نجیب‌زاده بود، تقریباً به‌طور قطع باید در طول لشکرکشی‌های فیلیپ خدمت کرده باشد. او حتی ممکن است زیر نظر برادران فیلیپ (اسکندر دوم و پردیکا سوم) خدمت کرده باشد. اهمیت او در دربار فیلیپ از طریق دوستی‌هایی که با آنتی پاتر و یومنس دو تن از ستوان‌های ارشد فیلیپبرقرار کرده بود، نمایان است.

## ساتراپفریگیه
در سال ۳۳۴ قبل از میلاد، آنتیگونوس به عنوان فرمانده پیاده‌نظام متحد یونانی، لشگری از قوای متهاجم اسکندر علیه شاهنشاهی هخامنشی، خدمت کرد. اسکندر به پیاده‌نظام یونانی خود اعتمادی نداشت و زمانی که برای مقابله با ساتراپ‌های غربی به راه افتاد آنها را پشت سر سپاه گذاشته بود؛ بنابراین آنتیگونوس در نبرد گرانیک شرکت نکرد.
هنگامی که اسکندر به شرق لشکر کشید، آنتیگونوس را به عنوان ساتراپ فریگیه منصوب کرد. آنتیگون به عنوان ساتراپ فریگیه، پادگانی از مزدوران (۱۰۰۰ کاریان و ۱۰۰ یونانی) را که ایرانیان پس از عقب‌نشینی به شرق پشت سر جا گذاشته بودند، محاصره کرد و در نهایت این مزدوران تسلیم شدند و به خدمت آنتیگونوس درآمدند و این موضوع به او اجازه داد تا نیروهای یونانی خود (۱۵۰۰ مزدور) را برای تقویت سپاه اسکندر در نبرد بزرگی که قرار بود در ایسوس انجام شود، بفرستد.
پس از پایان نبرد ایسوس، او جانشین ساتراپ هخامنشی فریگیه بزرگ، آتیزیس شد که در جریان نبرد ایسوس جان باخته بود. آنتیگونوس مسئولیت اصلی خود را با موفقیت انجام داد: دفاع از خطوط تدارکات و ارتباطات اسکندر در طول لشکرکشی گسترده اسکندر علیه شاهنشاهی هخامنشی.
پس از پیروزی اسکندر در ایسوس، بخشی از ارتش ایران در کاپادوکیه دوباره سازماندهی شد و تلاش کرد خطوط تدارکات و ارتباط اسکندر را که از مرکز آسیای صغیر می‌گذرد، قطع کند. با این حال، آنتیگون در سه نبرد جداگانه نیروهای ایرانی را شکست داد. پس از شکست ضد حمله ایرانیان، آنتیگونوس بر فتح بقیه فریگیه و حفظ خطوط ارتباطی و تدارکات اسکندر متمرکز شد.

## مرگ اسکندر کبیر
در تقسیم استان ها (به اصطلاح تقسیم بابل) پس از مرگ اسکندر در سال 323 قبل از میلاد، آنتیگونوس بر فریگیه، لیکائونیا، پامفیلیا، لیکیا و پیسیدیه غربی که توسط پردیکاس، نایب السلطنه امپراتوری نیز تأیید شده بود، اقتدار داشت. با این حال، او با امتناع از کمک به یومنس برای تصاحب استان های اختصاص داده شده به او: پافلاگونیا و کاپادوکیه، دشمنی پردیکاس را برانگیخت. لئوناتوس با ارتش خود به یونان رفته بود و آنتیگونوس را برای مقابله با کاپادوکیا تنها گذاشته بود، کاری که ظاهراً نمی خواست یا نمی توانست بدون کمک اضافی انجام دهد. به نظر می رسد که پردیکاس این را توهین مستقیم به اقتدار خود می دانست و ارتش سلطنتی را به فتح این منطقه هدایت کرد. از آنجا، پردیکاس برای تحریک آنتیگونوس به سمت غرب به سوی فریگیه چرخید، که با پسرش دیمیتریوس به یونان گریخت و در آنجا مورد لطف آنتی پاتر، شهریار مقدونیه (321 قبل از میلاد) و کراتروس، یکی از سران سپاهیان اسکندر قرار گرفت.
در طول جنگ اول جانشینان، او با آنتی پاتر، کراتروس و بطلمیوس ائتلافی تشکیل داد. در سال 320 قبل از میلاد، آنتیگونوس با کشتی به قبرس رفت و در آنجا استحکاماتی را شکل داد. جنگ در سال 320 قبل از میلاد پایان یافت، زمانی که پردیکاس توسط افسران ناراضی (سلوکوس و آنتی ژنس) در حالی که تلاش ناموفق برای حمله به ساتراپ بطلمیوس در مصر داشت به قتل رسید.

## مقالات مرتبط
- دودمان آنتیگونی
- آنتیگونوس دوم